# Kinky Boots
för musikalen Kinky Boots, se Kinky Boots (musikal)
Kinky Boots är en verklighetsbaserad amerikansk-brittisk film från 2005 regisserad av Julian Jarrold.

## Handling
Charlie har växt upp med sin far i familjens skofirma, men har aldrig tänkt tanken att han en dag ska ta över. Men, när fadern plötsligt dör är han ändå där, och konstaterar att rörelsen är på ruinens brant. Nu måste en ny sko tas fram för att rädda företaget. Lösningen blir att nischa in sig på att göra högklackade stövlar till transvestiter, dragqueens och andra män som klär ut sig till kvinnor. På grund av mäns högre medelvikt krävs en stålförstärkt sula för att klackarna inte ska gå av så lätt.

## Om filmen
Filmen är inspelad i Clacton-on-Sea, Earl's Barton, Northampton, Milano samt i Ealing Studios i Ealing.
Den hade världspremiär i Frankrike och Storbritannien den 7 oktober 2005. Filmen har inte haft svensk premiär.

## Rollista
- Joel Edgerton - Charlie
- Chiwetel Ejiofor - Lola
- Sarah-Jane Potts - Lauren
- Nick Frost - Don
- Linda Bassett - Melanie
- Mark Haddon - sig själv
- Arbetarna vid Tricker's skofabrik i Northampton - sig själva

## Musik i filmen
- The Prettiest Star, skriven och framförd av David Bowie
- Wild Is the Wind, musik av Dimitri Tiomkin, text av Ned Washington, framförd av Nina Simone
- I Put A Spell on You, skriven av Screamin' Jay Hawkins, framförd av Nina Simone
- My Heart Belongs to Daddy, skriven av Cole Porter, framförd av Chiwetel Ejiofor
- It's a Man's Man's Man's World, skriven av Betty Newsome och James Brown, framförd av James Brown
- The String Vest, skriven av Barry Ashworth och Jason O'Bryan, framförd av The Dub Pistols
- Summer Holiday, skriven av Bruce Welch, framförd av Jemima Rooper
- I Want to Be Evil, skriven av Raymond Taylor och Lester Judson, framförd av Chiwetel Ejiofor
- Whatever Lola Wants, skriven av Richard Adler och Jerry Ross, framförd av Chiwetel Ejiofor
- Together We Are Beautiful, skriven av Ken Leray, framförd av Chiwetel Ejiofor
- Mr. Big Stuff, skriven av Carrol Washington, Ralph Williams och Joseph Broussard, framförd av Lyn Collins
- My Bonny Lies Over the Ocean, framförd av Louis Jarrold
- Largo al factotum, komponerad av Gioacchino Rossini, framförd av Roberto Servile och The Failoni Chamber Orchestra
- Mr. Maybe, skriven av Jon Cooper, framförd av The Visitors
- Underboys, skriven av Kenneth Sarup, Nicolaj Christophersen, Allan Mattsson, Stefan Gejsing och Lasse Lyngbo, framförd av Diefenbach
- These Boots Are Made for Walkin', skriven av Lee Hazlewood, framförd av Chiwetel Ejiofor
- In These Shoes, skriven av Kirsty MacColl, Pete Glenister, Willie Bobo och Melvin Lastie, framförd av Chiwetel Ejiofor
- Cha Cha Heels, skriven av Larry Steinbachek och Steve Bronski, framförd av Chiwetel Ejiofor
- Going Back to My Roots, skriven av Lamont Dozier, framförd av Chiwetel Ejiofor
- Yes Sir I Can Boogie, musik av Rolf Soja, text av Frank Dostal, framförd av Chiwetel Ejiofor
- In These Shoes, skriven av Kirsty MacColl, Pete Glenister, Willie Bobo och Melvin Lastie, framförd av Kirsty MacColl

## Utmärkelser
- 2006 - Florida Film Festival - Publikens pris - Bästa internationella spelfilm, Julian Jarrold